# Districtul Sawang Wirawong
Sawang Wirawong (în thailandeză สว่างวีรวงศ์) este un district (Amphoe) din provincia Ubon Ratchathani, Thailanda, cu o populație de 30.170 de locuitori și o suprafață de 163,0 km².

## Componență
Districtul este subdivizat în 4 subdistricte (tambon), care sunt subdivizate în 53 de sate (muban).
| Nr. | Nume         | În thailandeză | Sate | Locuitori |  |
| --- | ------------ | -------------- | ---- | --------- |  |
| 1.  | Kaeng Dom    | แก่งโดม         | 11   | 5,300     |  |
| 2.  | Tha Chang    | ท่าช้าง          | 18   | 10,119    |  |
| 3.  | Bung Malaeng | บุ่งมะแลง        | 12   | 6,978     |  |
| 4.  | Sawang       | สว่าง           | 12   | 7,773     |  |